# Niklas Hellberg
Niklas Hellberg, född 24 juni 1964, är en svensk musiker, producent och ljudtekniker. Sin musikaliska bana påbörjade Hellberg i uppväxtstaden Karlstad i början av 80-talet, där han producerade och spelade in flera lokala punk- och rockband. Ett av dessa var postpunkbandet All That Jazz. 1985 spelade bandet in delar av EP:n My Blue Heaven i Hellbergs studio, med Hellberg som tekniker. Året därpå gick han med i bandet som keyboardist. All That Jazz släppte två fullängdare, 1987 års självbetitlade album samt Colorblind från 1990, och kort därpå upplöstes de. 
1991 flyttade Hellberg till Amsterdam. Där började han att utforska industriella och maskinella ljudvärldar tillsammans med sångaren i All That Jazz, Peter Lööf, och Joakim Thåström, som hade flyttat till Amsterdam 1990. Både Hellberg och Peter Lööf blev sedermera del av Thåströms industriband Peace, Love & Pitbulls. Peace, Love & Pitbulls gav ut tre album med skiftande uppsättning. På den självbetitlade debuten från 1992 bestod bandet förutom Thåström och Hellberg av Peter Lööf och Rickard Sporrong. På uppföljaren Red Sonic Underwear från 1994 hade Lööf ersatts av Peter Puders, och på tredje och sista plattan 3 från 1997 bestod bandet av endast Thåström, Hellberg och Sporrong. Under sina år som aktiva turnerade de även omfattande i både Europa och Sverige. De sålde inte särskilt många plattor och blev sällan hyllade i den svenska pressen, men man kan argumentera för att deras sound la grunden till de industriella klanger som präglat Thåströms sound sedan dess.
Thåström och Hellberg har fortsatt att arbeta tillsammans sedan dess. 1998 gjorde de teatermusik ihop, till teatersällskapet Darling Desperados uppsättning av Viktor Rydbergs Singoalla.  Den musiken gavs ut på CD 1998 och återutgavs 2002. De gjorde även musiken till Darling Desperados uppsättning av Over the Rainbow, men den musiken har förblivit outgiven.
Hellberg har också medverkat på Thåströms samtliga soloskivor från 2002 års Mannen som blev en gris framtill 2017 års Centralmassivet. Sedan 2006 är han också medlem i Thåströms turné- och kompband. Tillsammans jobbar de tätt ihop. Utöver sin roll som producent på skivor som Skebokvarnsv. 209, Den morronen, Centralmassivet och delar av Kärlek är för dom, fungerar Hellberg även som musiker och medkompositör. På Thåströms senaste soloalbum, Centralmassivet, står Hellberg som medkompositör på skivans samtliga nio spår. 
2003 bildade Thåström och Hellberg, ihop med Pelle Ossler, det experimentella industri/ambient-bandet Sällskapet. De gav ut sitt självbetitlade debutalbum i mars 2007 och en uppföljare vid namnet Nowy Port gavs ut i april 2013. I mars 2018 släpptes deras tredje album, Disparition. 
Mellan 2002 och 2010 drev Hellberg skivbolaget och studion Dust Music i Karlstad ihop med bl.a. Thåström. Skivbolaget spelade in och gav ut musik med bland andra Sällskapet, Ossler, Conny Nimmersjö och Peggy Lejonhjärta. Sedan 2013 driver Hellberg skivbolaget och studion Nutopia, också i Karlstad.
2016 släppte Hellberg en skiva under namnet Citizen H, vilket var första gången han gav ut musik som soloartist. Musiken han gör som Citizen H är instrumental och lågmäld dark ambient/industri. Citizen H:s första album, Transference, släpptes 2016, och i april 2018 gavs EP:n Monoscope ut. På sin hemsida refererar Hellberg till Citizen H som “emotive noise” - känsloladdat oljud.